# Тинвальд
Тінвальд (англ. Tynwald, менс. Tinvaal) — парламент острова Мен.
Тінвальд, один із найстаріших парламентів у світі, який був утворений ще в 979 році, розташований у столиці острова Дугласі.
Главою парламенту є Президент Тінвальда, який обирається його членами. Формально його посаду повинен затвердити представник британського монарха лейтенант-губернатор, що призначається кожні 5 років, але вже декілька століть не було випадку відмови. Президент Тінвальда і є де-факто главою острова, (де-юре «лордом острова» залишається монарх Великої Британії). Парламент займається питаннями як зовнішньої, так і внутрішньої політики.
У 1979 році при святкуванні тисячоліття відбулося ювілейне урочисте засідання Тінвальда, що проходило під головуванням королеви Єлизавети II.
Тінвальд складається з двох палат: Нижньої палати і Законодавчої Ради.

## Давність тінвальду
Найдавнішими діючими понині парламентами у світі вважаються парламенти Острова Мен (Тінвальд) і Ісландії (Альтинг), створені в X столітті. Тінвальд, утворений в 979 році, впродовж своєї історії діяв безперервно, тоді як Альтинг, що виник близько 930 року, офіційно не працював у 1801–1845 роках (хоча неофіційні збори були).